# Front uni pour l'action révolutionnaire

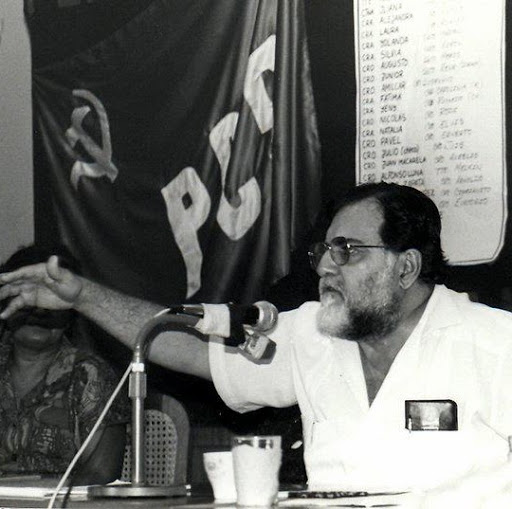
Schafik Handal, chef de la FUAR

Le Front uni pour l'action révolutionnaire (Frente Unido de Acción Revolucionaria, en abrégé FUAR) est une organisation militante de courte durée qui était l'aile paramilitaire du Parti communiste du Salvador de 1962 à 1964. L'organisation, dirigée par Schafik Handal, n'a mené aucune activité militante,,. Une combinaison de ciblage par l'Organización Democrática Nacionalista sur ordre du président Julio Adalberto Rivera Carballo et la décision du secrétaire général du Parti communiste Cayetano Carpio d'abolir le groupe a conduit à la dissolution du groupe en 1964.